# Autoridad Territorial de la Movilidad de las Comarcas Centrales
La Autoridad Territorial de la Movilidad de las Comarcas Centrales (En catalán y oficialmente Autoritat Territorial de la Mobilitat de les Comarques Centrals) es un consorcio que se está constituyendo actualmente, está integrado por la Generalidad de Cataluña, el Consejo Comarcal del Bages y el Ayuntamiento de Manresa. Su finalidad será coordinar el transporte público en la comarca del Bages y en un futuro de Cataluña Central.
Se empezó a constituir entre el año 2007 y 2008, actualmente está mejorando el transporte aumentando hasta el 47% los actuales servicios urbanos e interurbanos. El año 2009 el ATM completará su ámbito de actuación con la integración tarifaria y más adelante con la integración de más comarcas.
Esta ATM, como la de Tarragona y Gerona, presentan la peculiaridad de compartir parte de su ámbito con municipios que también están integrados en la Autoridad del Transporte Metropolitano de Barcelona.

## Sistema tarifario integrado
la ATM gestionará un sistema tarifario integrado en su ámbito de actuación que permitirá utilizar diversos medios de transporte con una única tarjeta. Habrá dos coronas: la zona 1, la zona 2.1 y la 2.2.
Los servicios integrados serán los siguientes:
- Todas las líneas de autobuses urbanos.
- Todas las líneas de interurbanos.
- El tramo de la línea R5 de FGC a su paso por el Bages.
- El tramo de la línea R4 de Cercanías Barcelona a su paso por el Bages.

### Precio que tendrían los diferentes billetes
| Billete sencillo | 2008 | 2009 |
| ---------------- | ---- | ---- |
| Zona 1           | 1,25 |      |
| Zona 2           | 1,85 |      |

| T-10   | 2008  | 2009 |
| ------ | ----- | ---- |
| Zona 1 | 6,90  |      |
| Zona 2 | 13,80 |      |

| T-50/30 | 2008  | 2009 |
| ------- | ----- | ---- |
| Zona 1  | 28,60 |      |
| Zona 2  | 47,95 |      |

| T-Mes  | 2008  | 2009 |
| ------ | ----- | ---- |
| Zona 1 | 44,35 |      |
| Zona 2 | 63,95 |      |